# Gefecht von Kumyangjang-ni
Das Gefecht von Kumyangjang-ni oder das Gefecht von Gimnyangjang-ni war ein Gefecht im Koreakrieg, das am 26. Januar 1951 stattfand.
In diesem Gefecht standen sich die Truppen der chinesischen Volksbefreiungsarmee und der Türkischen Brigade in der Provinz Gyeonggi-do in Südkorea gegenüber. Sie fand während der Operation Thunderbolt statt und endete mit einem türkischen Sieg.

## Vorgeschichte
Als am 25. Juni 1950 nordkoreanische Truppen in Südkorea einfielen, bat die südkoreanische Regierung um die Entsendung von UN-Truppen. Die Türkei war, nach den USA, der zweite Staat, der die Entsendung von Truppen genehmigt hat. Eine türkische Brigade mit 5090 Soldaten wurde gebildet, die der 25. US-Infanteriedivision unterstellt wurde.

## Verlauf
Im Rahmen der am 25. Januar 1951 begonnenen Operation Thunderbolt stießen die türkischen Truppen am 26. Januar 1951 auf chinesische Verbände bei Kumyangjang-ni. Nach einem Gefecht gelang es den türkischen Truppen am frühen Abend, den Ort einzunehmen.